# Hindiskere, Tiptur
Hindiskere là một làng thuộc tehsil Tiptur, huyện Tumkur, bang Karnataka, Ấn Độ.